# Haplothrix andamanicus
Haplothrix andamanicus là một loài bọ cánh cứng trong họ Cerambycidae.